# HRT F1
HRT Formula 1 Team a fost infiintata de fostul pilot spaniol de Formula 1 din anii '80 - Adrián Campos si s-a numit Campos Meta 1. Prima echipa din Formula 1 din Spania a fost cumparata de omul de afaceri spaniol José Ramón Carabante in anul 2010. Echipa a debutat in F1 in anul 2010 cu denumirea Hispania Racing F1 Team. Incepand cu sezonul 2012 echipa se numeste HRT F1 Team. Seful echipei este un alt pilot spaniol din anii '80 - Luis Pérez-Sala.
In noimebrie 2012, conducerea echipei HRT a anunțat că echipa este de vânzare. În cazul în care nu apare niciun cumpărător, HRT nu o să se înscrie pentru sezonul 2013.
După concedieriile masive de personal, HRT nu a achitat nici taxa de participare pentru Sezonul de Formula 1 din 2013. Data de 30 noiembrie 2012 a fost data limită pentru plătirea acestei taxe. Astfel, Pedro de la Rosa si Narain Karthikeyan rămân fără volan în F1.

## Palmares în Formula 1
| Sezon | Piloți | Puncte | Loc clasament general |
| ----- | --- | ------ | --------------------- |
| 2012  | Pedro de la Rosa Narain Karthikeyan                                                                                             | 0      | -                     |
| 2011  | Narain Karthikeyan (9 curse); Daniel Ricciardo (10 curse) Vitantonio Liuzzi (18 curse); Daniel Ricciardo (1 cursă)              | 0      | -                     |
| 2010  | Karun Chandhok (10 curse); Christian Klien (3 curse); Sakon Yamamoto (6 curse) Bruno Senna (18 curse); Sakon Yamamoto (1 cursă) | 0      | -                     |